# Johan Conrad van Hasselt
Johan Conrad van Hasselt (Doesburg, 24 juni 1797  —  Buitenzorg in Nederlands-Indië, 8 september 1823) was een Nederlandse arts en natuuronderzoeker die onderzoek deed in Nederlands-Indië. Zijn officiële afkorting in de botanische nomenclatuur is Hasselt.

## Biografie
Johan Conrad van Hasselt was de zoon van Barthold van Hasselt (1741–1819), burgemeester van Doesburg. Hij kwam uit een gezin met zeven kinderen, hij had vier zusters en twee broers, hij werd als vijfde kind geboren. Hij volgde de Latijnse school in Doesburg en studeerde vanaf 1816 medicijnen aan de Rijksuniversiteit Groningen. Hij had vooral belangstelling voor natuurstudie en volgde daarom naast zijn geneeskundestudie de colleges van Theodorus van Swinderen (1784-1851) in de Natuurlijke historie.
In Groningen leerde hij Heinrich Kuhl kennen met wie hij zijn hele leven bevriend bleef. Samen reisden zij tijdens vakanties door Duitsland en Frankrijk om hun natuurwetenschappelijke kennis te vergroten. In Berlijn ontmoette hij de natuuronderzoeker en anatoom Martin Hinrich Lichtenstein en in 1819 verbleven ze samen meerdere maanden in Parijs waar zij Alexander von Humboldt en Georges Cuvier ontmoetten.
In 1820 voltooide Van Hasselt zijn studie. In datzelfde jaar werd de  Natuurkundige Commissie voor Nederlands-Indië opgericht die natuurhistorisch onderzoek zou gaan uitvoeren in de Indische archipel en Nieuw-Guinea. Van Hasselt behoorde, samen met Heinrich Kuhl, de preparateur Gerrit van Raalten en de tekenaar/kunstschilder Gerrit Laurens Keultjes tot het eerste team dat werd uitgezonden. Na een zeereis van een half jaar kwamen zij in december 1820 in Java aan. Daar begonnen zij onmiddellijk met hun onderzoek, eerst in de directe omgeving van Buitenzorg. Later verzamelden zij ook materiaal voor onderzoek op de hellingen van de Javaanse vulkanen Salak en Gede. In september 1821 werden Kuhl en Keultjes dodelijk ziek en stierven kort daarna.
Na een rouwperiode zette Van Hasselt samen met Van Raalten het onderzoekwerk voort. In 1822 deden ze onderzoek in het kustgebied bij Batavia en in augustus van dat jaar aan de westkust van Java bij de plaats Anyer. In 1823 verkende Van Hasselt de toen nog nauwelijks onderzochte provincie Bantam. Hij kreeg, omdat Van Raalten ook door ziekte was getroffen, ondersteuning van de tekenaars Jannus Theodorus Bik en Antoine Maurevert. Tijdens deze reis werd Van Hasselt ook ziek en leed aan amoebiasis. De expeditie moest terugkeren en kwam op 6 september aan op Buitenzorg. Twee dagen later overleed Van Hasselt en werd samen met zijn vriend Heinrich Kuhl begraven in  's Lands Plantentuin  nu Kebun Raya Bogor waarin ook het zomerplaleis van de Gouverneur-generaal van Nederlands-Indië, toen Godert Alexander Gerard Philip van der Capellen. Van Raalten kreeg de opdracht het verzamelde materiaal te archiveren en geschikt te maken voor verzending naar Nederland. 

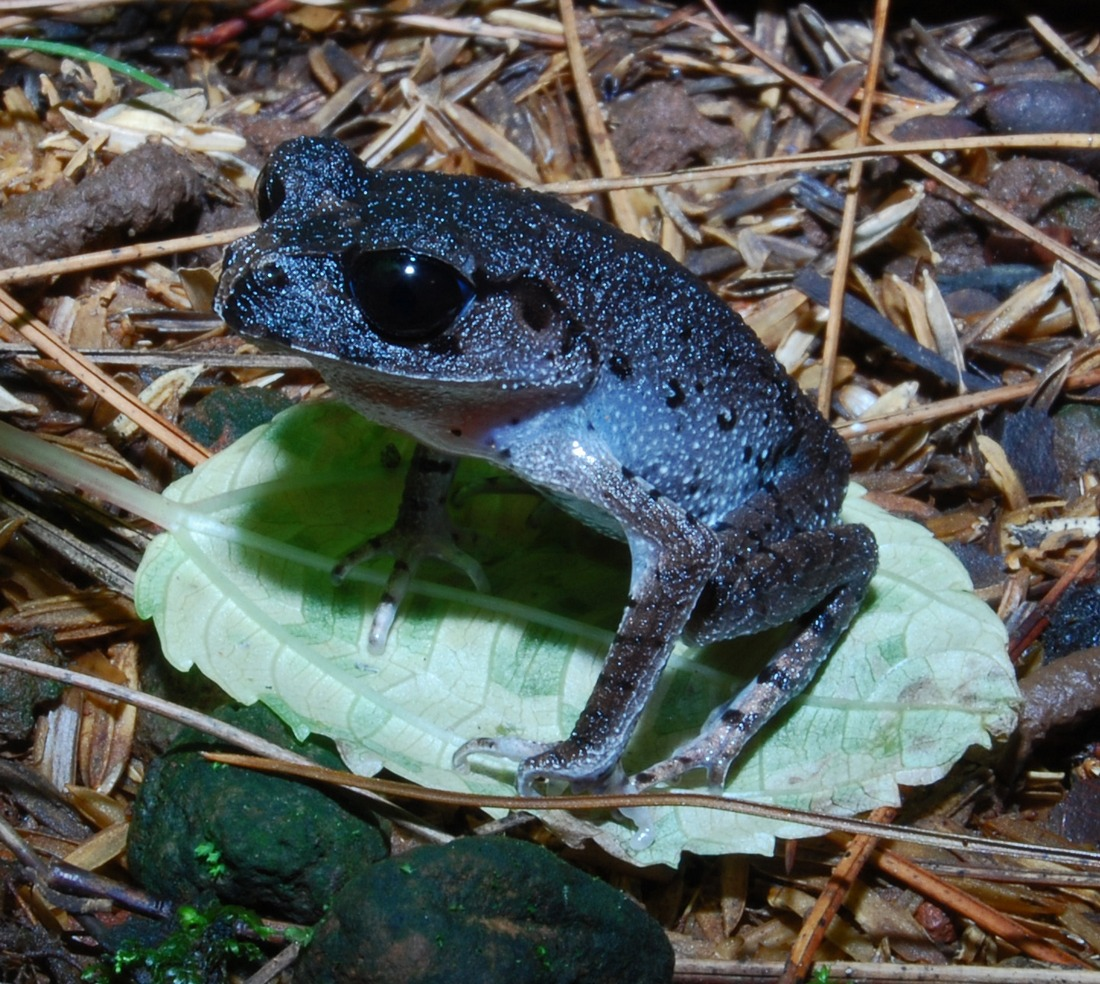
De naar Van Hasselt genoemde kikker Leptobrachium hasselti Tschudi, 1838
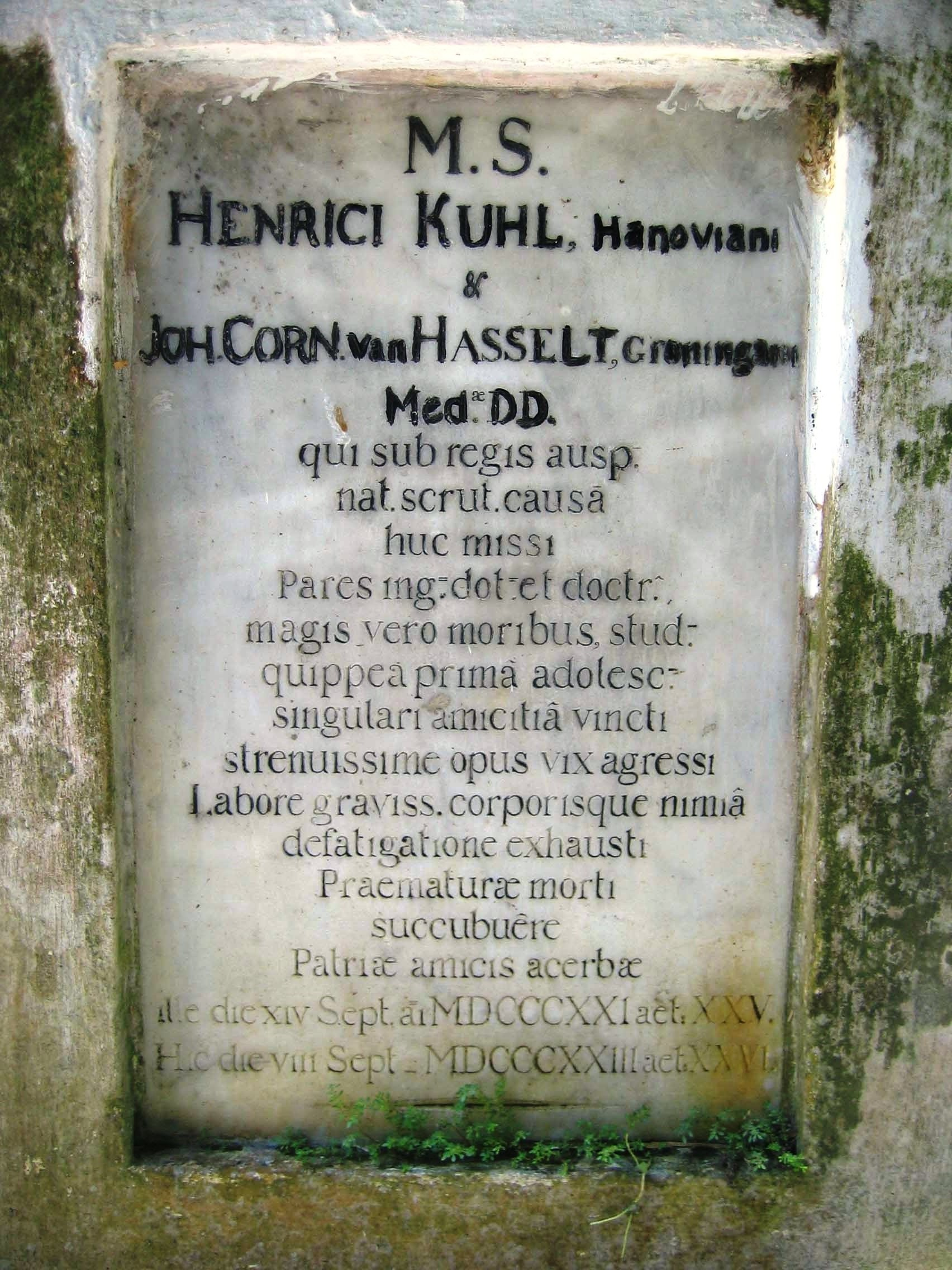
Opschrift van de grafzuil in  's Lands plantentuin in Buitenzorg

## Zijn werk en nalatenschap
De door Van Hasselt en zijn team verzamelde collectie natuurhistorische specimens bestaat uit 200 skeletten und 200 balgen van 65 soorten zoogdieren, 2000 balgen van vogels, 1400 vissen van 420 soorten, 300 amfibieën en reptielen van 90 verschillende soorten. Verder manuscripten van soortbeschrijvingen en 1200 tekeningen van planten en dieren. Dit materiaal vormde de basis voor de collectie van het toen net opgerichte Rijksmuseum van Natuurlijke Historie (in 2016 Naturalis Biodiversity Center in Leiden). Net als Kuhl was Van Hasselt niet meer in de gelegenheid om het verzamelde materiaal zelf te bewerken en beschrijven. De soortbeschrijvingen van de gewervelde dieren zijn gemaakt door Heinrich Boie, Georges Cuvier en Achille Valenciennes.  Van Hasselt was van plan om de op Java ontdekte orchideeën samen met de Duitse plantkundige Carl Ludwig Blume te beschrijven, maar daarvan kwam het niet.
De samen met Kuhl in 1820 geschreven publicatie  Beiträge zur Zoologie und vergleichenden Anatomie kreeg erkenning bij vakgenoten. Zijn in brieven vastgelegde onderzoeksresultaten werden gedeeltelijk postuum uitgegeven en ook in het Duits en Frans gepubliceerd. Veel eerste beschrijvingen van soorten hebben hun geldigheid behouden.
Als eerbetoon aan Van Hasselt zijn diverse dieren en planten naar hem vernoemd zoals de kikker Leptobrachium hasseltii, de haai Chiloscyllium hasseltii, de vleermuis Myotis hasseltii, de spin Macracantha hasseltii, de honingzuiger Leptocoma brasiliana, bekend als "Van Hasselts honingzuiger" en het geslacht Kuhlhasseltia uit de subtribus Goodyerinae van de orchideeënfamilie.

### Biografische literatuur
- M. Greshoff, 1903 Kuhl en van Hasselt. Eene periode in het Nederlandsch-Indisch Natuuronderzoek. Album der Natuur, Tjeenk Wiilink & Zn, Haarlem 1903, p. 1-22 digitaal en p. 60-88. digitaal
- (en) Charles Klaver: Inseparable friends in life and death. Barkhuis, Groningen 2007, 105 S. Digitaal
- Marius Jacob Sirks: Indisch Natuuronderzoek. Academisch Proefschrift, Ellerman, Harms & Co., Amsterdam 1915, S. 97–108. Digitaal
- Maria Johanna van Steenis-Kruseman: Flora Malesiana. Cornelis G. G. J. van Steenis (Hrsg.), Nordhoff-Kolff N. V., Djakarta (Jakarta) 1950, Ser. 1 (1), S. 218–219. Digitaal
- Theodorus van Swinderen: Levensschets van Johan Conrad van Hasselt. Algemeene Konst- en Letter-Bode, Adriaan Loosjes, Haarlem 1825, Bd. 1, S. 198ff. Digitaal

### Overige bronnen
- (en) Bo Beolens, Michael Watkins & Michael Grayson: The Eponym Dictionary of Mammals. Johns Hopkins University Press, Baltimore 2009, S. 180. Digitaal
- Jannes Theodorus Bik: Aanteekeningen op eene reis door het westelijk dedeelte van de residentie Bantam, met de heeren van Hasselt en Meaurevert in het jaar 1823. Tijdschrift voor Indische Taal-, Land- en Volkenkunde, Batavia (Jakarta) 1867, Bd. 16, 260–276. Digitaal
- (en) Charles Fransen, Lipke Bijdeley Holthuis & Janneke Adema (1997): Type-catalogue of the Decapod Crustacea in the collections of the Nationaal Natuurhistorisch Museum, with appendices of pre-1900 collectors and material. Zoologische Verhandelingen, Leiden 1997, 311, S. 1–344. pdf
- Huibert Johannes Veth: Overzicht van hetgeen, in het bijzonder door Nederland, gedaan is voor de kennis der fauna van Neder landsch-Indië. Academisch Proefschrift, Leiden 1879, 204 S.

- Author citation (botany): Hasselt
- Biografisch Portaal: 90728786
- Digitale Bibliotheek voor de Nederlandse Letteren: hass029
- Gemeinsame Normdatei: 119214571
- International Standard Name Identifier: 0000 0000 3907 2977
- Library of Congress Control Number: n87144307
- Nederlandse Thesaurus van Auteursnamen: 072710020
- Système universitaire de documentation: 165599405
- Virtual International Authority File: 62353377
- WorldCat: E39PBJrRkCTb9wGBX8hJHrDg8C